# كريلية
الكريلية (الاسم العلمي: Euphausiidae) هي فصيلة من المفصليات تتبع رتبة الكريليات من طائفة اللينات الدرقة.

## أجناس
- كريل (بالإنجليزية: Euphausia)‏
- كريل ليلي كبير (بالإنجليزية: Meganyctiphanes)‏
- كريل خيطي الغلاصم (بالإنجليزية: Nematobrachion)‏
- كريل خيطي القدم (بالإنجليزية: Nematoscelis)‏
- كريل ليلي (بالإنجليزية: Nyctiphanes)‏
- كريل قلمي اليد (بالإنجليزية: Stylocheiron)‏
- كريل مهدب (بالإنجليزية: Thysanoessa)‏
- كريل مهدب القدم (بالإنجليزية: Thysanopoda)‏